# Taiwan (provins)
 For alternative betydninger, se Taiwan (flertydig). (Se også artikler, som begynder med Taiwan)
Taiwan (臺灣省 eller 台灣省 台湾省 Táiwān Shěng) er en af to provinser i Republikken Kina. Provinsen dækker ca. 73% af Republikken Kinas areal og ca. 40 % af Taiwans befolkningstal.
Geografisk dækker provinsen majoriteten af øen Taiwan og størsteparten af de omkringliggende øer, de største er Penghu arkipelag, Green Island og Orchid Island. Taiwanprovinsen dækker ikke territorier for Taiwans specielle kommuner, som er henholdsvis Kaohsiung, Ny Taipei, Taichung, Tainan og Taipei, som alle er lokaliseret på øen Taiwan. Provinsen inkluderer heller ikke Kinmen og Matsuøerne langs sydøstkysten af fastlandskina, i stedet administreres de af Fujianprovinsen.
Historisk set har Taiwanprovinsen dækket hele øen Taiwan og tilhørende øer. Alle de specielle kommuner blev dannet i prioden fra 1967 til 2010. Siden 1997 er de fleste provinsstyre-funktioner overført til national-styret. Taiwanprovinsens styre er blevet en reel institution under Executive Yuans administration.

## Historie
Republikken Kinas styre blev flyttet til Taipei i 1949 som et resultat af Kuomintangs nederlag til Kinas Kommunistpartis styrker i den kinesiske borgerkrig. Provinsadministrationen forblev i funktion under erklæring om at Republikken Kina stadig styrede hele Kina, tiltrods for at oppositionen argumenterede at der ville være for mange overlapninger med nationalstyret.
Provinsstyresædet blev flyttet fra Taipei til Zhongxing New Village (Chunghsing Village) i 1956. Byen Taipei blev fraspaltet provinsen og blev til provinsniveau kommune i 1967. Byen Kaohsiung blev fraspaltet i 1979 og blev til en anden provinsniveau kommune. I december 2010 forlod Kaohsiung County provinsen for at blive sammenlagt med den originale Kaohsiung kommune. Taipei County blev til en kommune på provinsniveau under navnet "New Taipei". Byerne og amterne for Taichung og Tainan blev også sammenlagt til hver deres kommuner.
Indtil 1992 blev guvernøren i Taiwan udnævn af Republikken Kinas centrale styre. I 1992 blev posten som guvernør åbnet for valg.
I 1997, som en aftale mellem KMT og DPP, blev administrationen strømlinet samtidig med forfatningen blev ændret. Posten som provinsguvernør blev afskaffet og erstattet med et specielt råd på ni medlemmer, der er udpeget af Taiwans regering.

## Divisioner
Taiwanprovinsen er delt i 11 amter (縣 xiàn) og 3 provinsbyer (市 shì):
| Nr.                  | Engelsk              | Kinesisk             | Hanyu Pinyin         | Befolkningstal       | Areal (km2)          | Provins/By/Amtssæde  | Provins/By/Amtssæde  | Kort                                                                                        |
| -------------------- | -------------------- | -------------------- | -------------------- | -------------------- | -------------------- | -------------------- | -------------------- | ------------------------------------------------------------------------------------------- |
| Provinsbyer (市 shì) | Provinsbyer (市 shì) | Provinsbyer (市 shì) | Provinsbyer (市 shì) | Provinsbyer (市 shì) | Provinsbyer (市 shì) | Provinsbyer (市 shì) | Provinsbyer (市 shì) | 1234567891011121314 = Specielle kommuner (直轄市) = Provinsbyer (省轄市 or 市) = Amter (縣) |
| 1                    | Chiayi City          | 嘉義市               | Jiāyì Shì            | 272.390              | 60,0256              | East District        | 東區                 | 1234567891011121314 = Specielle kommuner (直轄市) = Provinsbyer (省轄市 or 市) = Amter (縣) |
| 2                    | Hsinchu City         | 新竹市               | Xīnzhú Shì           | 415.344              | 104,1526             | North District       | 北區                 | 1234567891011121314 = Specielle kommuner (直轄市) = Provinsbyer (省轄市 or 市) = Amter (縣) |
| 3                    | Keelung City         | 基隆市               | Jīlóng Shì           | 384.134              | 132,7589             | Zhongzheng District  | 中正區               | 1234567891011121314 = Specielle kommuner (直轄市) = Provinsbyer (省轄市 or 市) = Amter (縣) |
| Amter (縣 xiàn)      |                      |                      |                      |                      |                      |                      |                      | 1234567891011121314 = Specielle kommuner (直轄市) = Provinsbyer (省轄市 or 市) = Amter (縣) |
| 4                    | Changhua County      | 彰化縣               | Zhānghuà Xiàn        | 1.307.286            | 1.074,3960           | Changhua City        | 彰化市               | 1234567891011121314 = Specielle kommuner (直轄市) = Provinsbyer (省轄市 or 市) = Amter (縣) |
| 5                    | Chiayi County        | 嘉義縣               | Jiāyì Xiàn           | 543.248              | 1.903,6367           | Taibao City          | 太保市               | 1234567891011121314 = Specielle kommuner (直轄市) = Provinsbyer (省轄市 or 市) = Amter (縣) |
| 6                    | Hsinchu County       | 新竹縣               | Xīnzhú Xiàn          | 513.015              | 1.427,5369           | Zhubei City          | 竹北市               | 1234567891011121314 = Specielle kommuner (直轄市) = Provinsbyer (省轄市 or 市) = Amter (縣) |
| 7                    | Hualien County       | 花蓮縣               | Huālián Xiàn         | 338.805              | 4.628,5714           | Hualien City         | 花蓮市               | 1234567891011121314 = Specielle kommuner (直轄市) = Provinsbyer (省轄市 or 市) = Amter (縣) |
| 8                    | Miaoli County        | 苗栗縣               | Miáolì Xiàn          | 560.968              | 1.820,3149           | Miaoli City          | 苗栗市               | 1234567891011121314 = Specielle kommuner (直轄市) = Provinsbyer (省轄市 or 市) = Amter (縣) |
| 9                    | Nantou County        | 南投縣               | Nántóu Xiàn          | 526.491              | 4.106,4360           | Nantou City          | 南投市               | 1234567891011121314 = Specielle kommuner (直轄市) = Provinsbyer (省轄市 or 市) = Amter (縣) |
| 10                   | Penghu County        | 澎湖縣               | Pénghú Xiàn          | 96.918               | 126,8641             | Magong City          | 馬公市               | 1234567891011121314 = Specielle kommuner (直轄市) = Provinsbyer (省轄市 or 市) = Amter (縣) |
| 11                   | Pingtung County      | 屏東縣               | Píngdōng Xiàn        | 873.509              | 2.775,6003           | Pingtung City        | 屏東市               | 1234567891011121314 = Specielle kommuner (直轄市) = Provinsbyer (省轄市 or 市) = Amter (縣) |
| 12                   | Taitung County       | 臺東縣，台東縣       | Táidōng Xiàn         | 230.673              | 3.515,2526           | Taitung City         | 臺東市               | 1234567891011121314 = Specielle kommuner (直轄市) = Provinsbyer (省轄市 or 市) = Amter (縣) |
| 13                   | Yilan County         | 宜蘭縣               | Yílán Xiàn           | 460.486              | 2.143,6251           | Yilan City           | 宜蘭市               | 1234567891011121314 = Specielle kommuner (直轄市) = Provinsbyer (省轄市 or 市) = Amter (縣) |
| 14                   | Yunlin County        | 雲林縣               | Yúnlín Xiàn          | 717.653              | 1.290,8326           | Douliu City          | 斗六市               | 1234567891011121314 = Specielle kommuner (直轄市) = Provinsbyer (省轄市 or 市) = Amter (縣) |

Note: Byerne Kaohsiung, New Taipei, Taichung, Tainan, Taipei og Taoyuan administreres direkte under centralstyret og er ikke en del af Taiwanprovinsen.

## Venskabsstater/provinser
- Ohio, USA (1985)[3]
- Florida, USA (1992)[4]